# 沓名健一
沓名 健一（くつな　けんいち、1983年 - ）は、日本のアニメーター。愛知県出身。

## 略歴
学生時代に自身のHPでgifアニメを公開していたところ、現場のアニメーターの目に留まり、プロのアニメーターとしての活動を開始する。
2015年よりCGアニメーション制作会社のマーザ・アニメーションプラネットに所属。
この他、株式会社ヤピコアニメーション日本支店とキャラクターデザイナー・作画監督としてパートナー関係にある。2019年03月にクラウドファンディングにてプロジェクトを展開し、目標金額の1,500,000円を達成。監督として一般人を巻き込んだアニメ作品を制作。
制作者として、現場の様子や、制作プロセスなどを伝えるトークイベントなどで、登壇も行っている。

## 主な作品

### 原画
- 鋼の錬金術師（2003〜2004）
- GAD GUARD（2003）
- 妄想代理人（2004）
- 交響詩篇エウレカセブン（2005～2006）
- ケモノヅメ（2006）
- 天元突破グレンラガン（2007）
- クレヨンしんちゃん 歌うケツだけ爆弾（2007）
- ぼくらの（2007）
- バッカーノ!（2007）

- 劇場版NARUTO-ナルト-疾風伝　(2007)
- ソウルイーター（2008）
- 鉄のラインバレル（2008）
- SHIN-MEN（2010）
- 魔法少女まどか☆マギカ（2011）
- クレヨンしんちゃん 嵐を呼ぶ黄金のスパイ大作戦（2011）
- おそ松さん（2015）
- ブレイドスマッシュ（ゲーム/2018）

### 作画監督
- 魔法遣いに大切なこと～夏のソラ～（2008）6話（共同）
- 堀さんと宮村くん（OVA/2012～）1話　2話

### 副監督
- こねこのチー ポンポンらー大旅行（TV/2018）